# 1685
1685 (MDCLXXXV) je bilo navadno leto, ki se je po gregorijanskem koledarju začelo na ponedeljek, po 10 dni počasnejšem julijanskem koledarju pa na četrtek.

## Dogodki
- 1. januar

## Rojstva
- 12. marec - George Berkeley, anglo-irski filozof, teolog († 1753)
- 21. marec - Johann Sebastian Bach, nemški skladatelj († 1750)
- 17. november - Pierre Gaultier de Varennes, Sieur de La Vérendrye, francosko-kanadski častnik, trgovec, raziskovalec († 1749)
- - Išida Baigan, japonski trgovec in učenjak († 1744)

## Smrti
- 23. oktober - Jamaga Soko, japonski konfucijanski filozof (* 1622)
- 12. december - John Pell, angleški matematik (* 1611)